# Chlorure de praséodyme(III)
Le chlorure de praséodyme(III), aussi appelé trichlorure de praséodyme est un composé du praséodyme et du chlore. C'est un solide bleu-vert qui absorbe rapidement de l'eau lorsqu'il est exposé à l'humidité formant ainsi l'heptahydrate vert clair.

## Propriétés chimiques
Le chlorure de praséodyme est un acide de Lewis modérément fort qui est classé comme "dur" selon le principe HSAB. Le chauffage rapide de son hydrate provoque son hydrolyse. PCl3 forme un complexe acide-base de Lewis K2PrCl5 par réaction avec le chlorure de potassium, ce composé possède des propriétés optiques et magnétiques intéressantes. On utilise des solutions aqueuses de chlorure de praséodyme pour préparer des composés de praséodyme insolubles. Le phosphate et le fluorure de praséodyme(III) peuvent être préparés par réaction l'un avec le phosphate de potassium et l'autre avec le fluorure de sodium.
PrCl3 (aq) + K3PO4 (aq) → PrPO4 (s) + 3 KCl (aq)
PrCl3 (aq) + 3 NaF (aq) → PrF3 (s) + 3 NaCl (aq)

## Préparation
Le chlorure de praséodyme peut être préparé sous forme de solution aqueuse verte par réaction du praséodyme métallique ou du carbonate de praséodyme avec l'acide chlorhydrique.
Pr2(CO3)3 (s) + 6 HCl (aq) → 2 PrCl3 (aq) + 3 CO2 (g) + 3 H2O (l)
2 Pr (s) + 6 HCl (aq) → 2 PrCl3 (aq) + 3 H2 (g)
Le PrCl3 anhydre est produit par déshydratation de l'hydrate soit par chauffage lent jusqu'à 400 °C avec 4 à 6 équivalents de chlorure d'ammonium sous vide poussé, ou par chauffage avec un excès de chlorure de thionyle pendant quatre heures,. Il peut aussi être préparé à partir du praséodyme métallique et du chlorure d'hydrogène,. Il est normalement purifié par sublimation à haute tempétature sous vide.

## Utilisation
PrCl3 est utilisé pour augmenter l'activité du catalyseur Pr6O11 qui est utilisé dans l'oxydation du méthane en éthylène pour fabriquer du polyéthylène ou d'autres plastiques. Il n'y a pas d'utilisation importante du chlorure de praséodyme. Cependant, il peut être utilisé comme point de départ dans la préparation d'autres sels de praséodyme.